# Gare de Goncelin
 (mai 2012).
Si vous disposez d'ouvrages ou d'articles de référence ou si vous connaissez des sites web de qualité traitant du thème abordé ici, merci de compléter l'article en donnant les références utiles à sa vérifiabilité et en les liant à la section « Notes et références ».
La gare de Goncelin est une gare ferroviaire française de la ligne de Grenoble à Montmélian, située sur le territoire de la commune de Goncelin, dans le département de l'Isère, en région Auvergne-Rhône-Alpes.
Elle est mise en service en 1864 par la Compagnie des chemins de fer de Paris à Lyon et à la Méditerranée (PLM). C'est une gare de la Société nationale des chemins de fer français (SNCF), desservie par des trains TER Auvergne-Rhône-Alpes.

## Situation ferroviaire
Établie à 242 mètres d'altitude, la gare de Goncelin est située au point kilométrique (PK) 30,694 de la ligne de Grenoble à Montmélian, entre les gares ouvertes de Brignoud et de Pontcharra-sur-Bréda - Allevard. Elle est séparée de ces deux gares respectivement par les gares aujourd'hui fermées de Tencin - Theys et du Cheylas - La Buissière.

## Histoire
Le 15 septembre 1864, la ligne Grenoble - Montmélian est mise en service par le PLM. La première phase des travaux de modernisation du Sillon Alpin entre juin et août 2011. Un service d'autocar de substitution a été mis en place. L'intégralité de la plateforme a été remplacée par des LRS et des traverses béton monobloc. Les quais voyageurs ont été prolongés et ré-haussés pour faciliter l'accès aux trains des personnes à mobilité réduite. La deuxième phase se déroule entre juin et août 2012 et consiste en la mise en place des installations électriques (mâts et caténaires). Des travaux de modernisation de la signalisation ont suivi en mars 2013. Le BAL est mis en place en juillet de la même année, puis l'électrification de la section de ligne de Gières à Montmélian.

## Service des voyageurs

### Desserte
La gare est desservie par les trains TER Auvergne-Rhône-Alpes de la desserte Chambéry - Challes-les-Eaux - Grenoble - Saint-Marcellin et par quelques trains pour Valence TGV et Valence-Ville. Tous ces trains desservent la Gare de Grenoble-Universités-Gières en donnant correspondance (tous les jours sauf 1er mai) avec les tramways de la ligne B qui desservent le campus grenoblois, le centre hospitalier universitaire Grenoble-Alpes et le centre ville de Grenoble.

### Intermodalité
La gare dispose d'un parking, de consignes à vélos et est desservie par la ligne T86 du réseau interurbain Cars Région Isère et par les lignes Nav'Pro C, G3, G4, G5, G6, G40, G50, les lignes estivales G'Lac 1 et 607 et la ligne hivernale Ski 405 du réseau de bus TouGo.

## Galerie de photographies

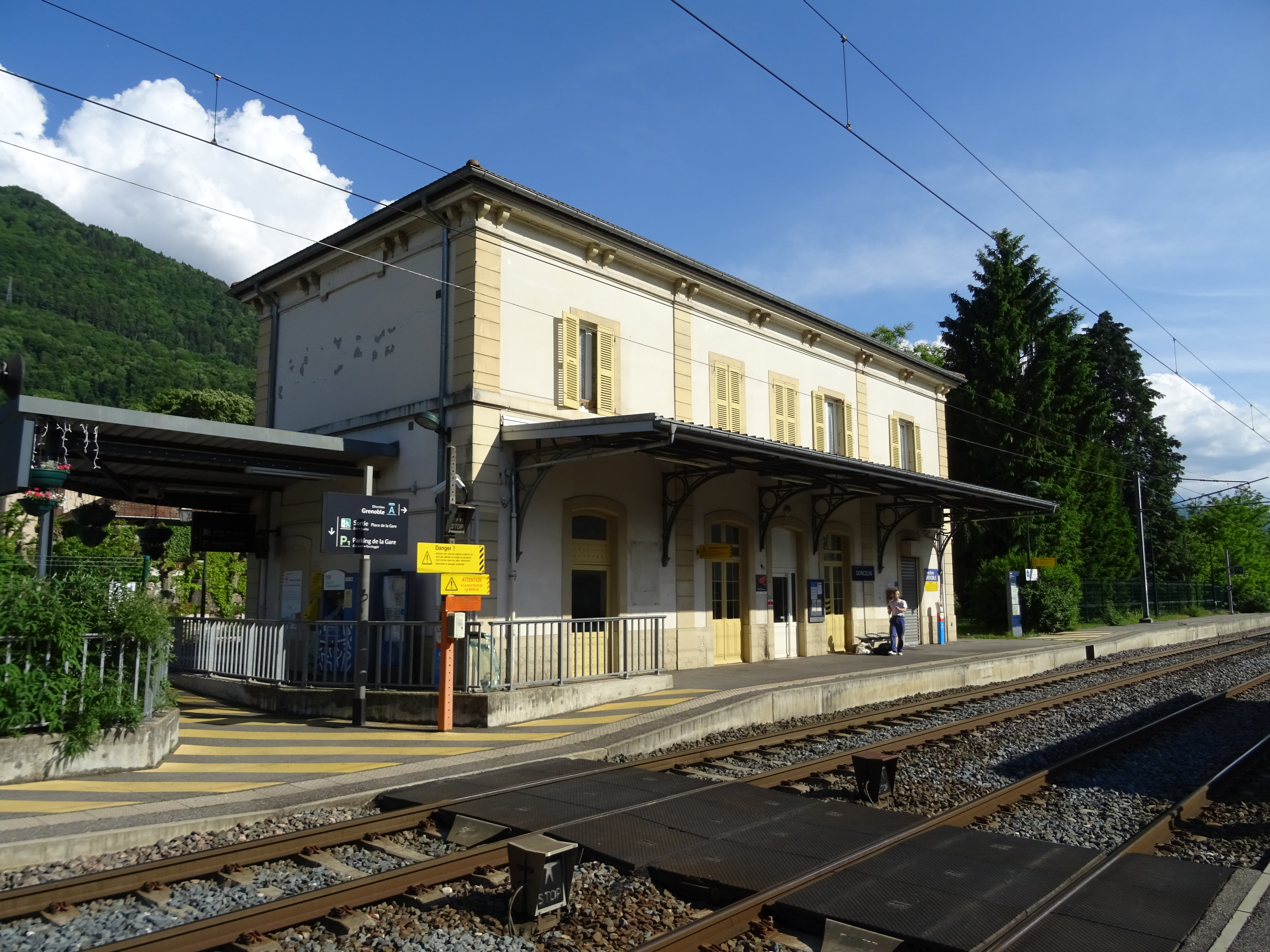
Le bâtiment voyageurs avec le passage piéton reliant les deux quais.
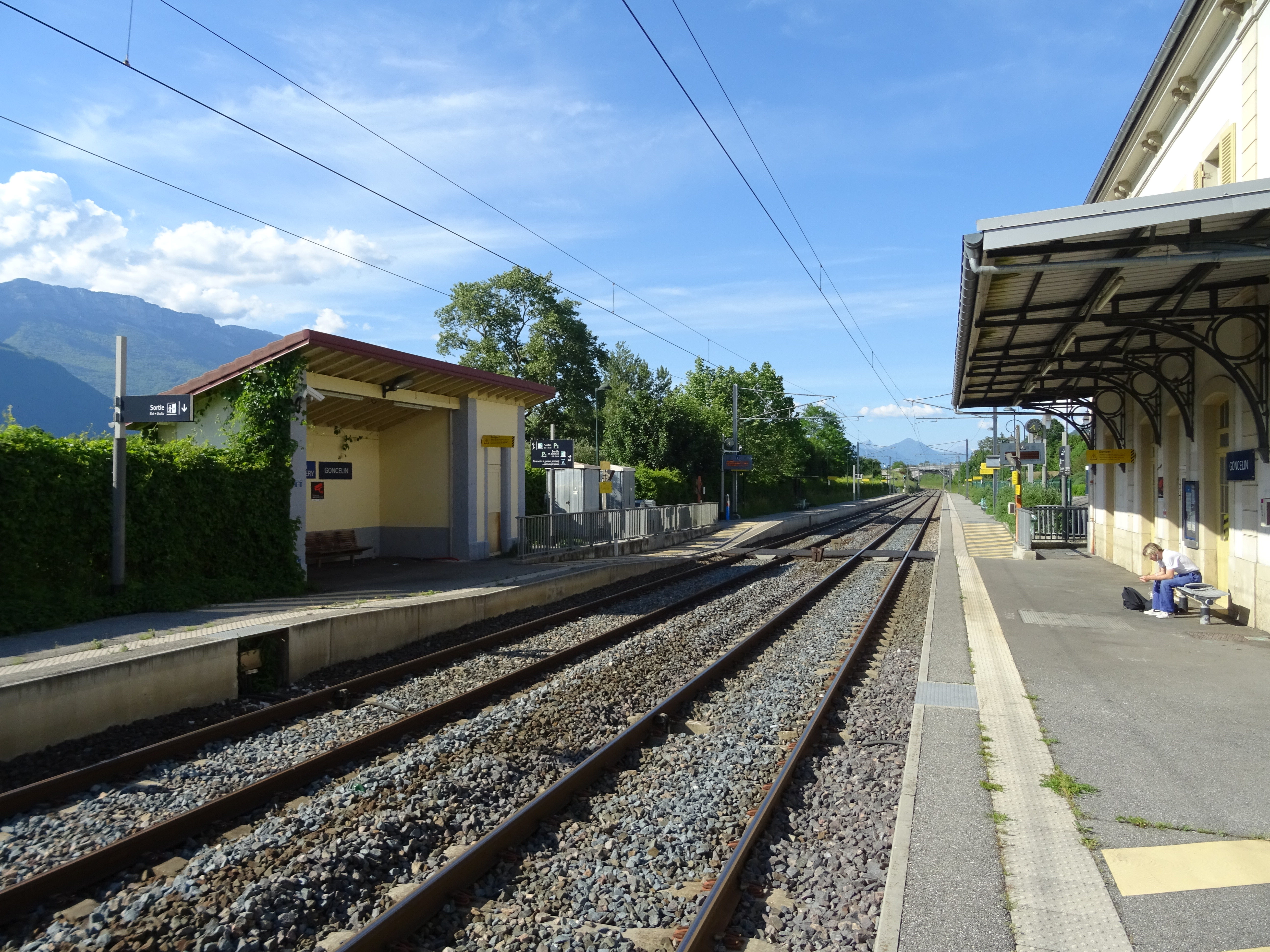
Vue d'ensemble des voies et des quais reliés par un passage pour les piétons.
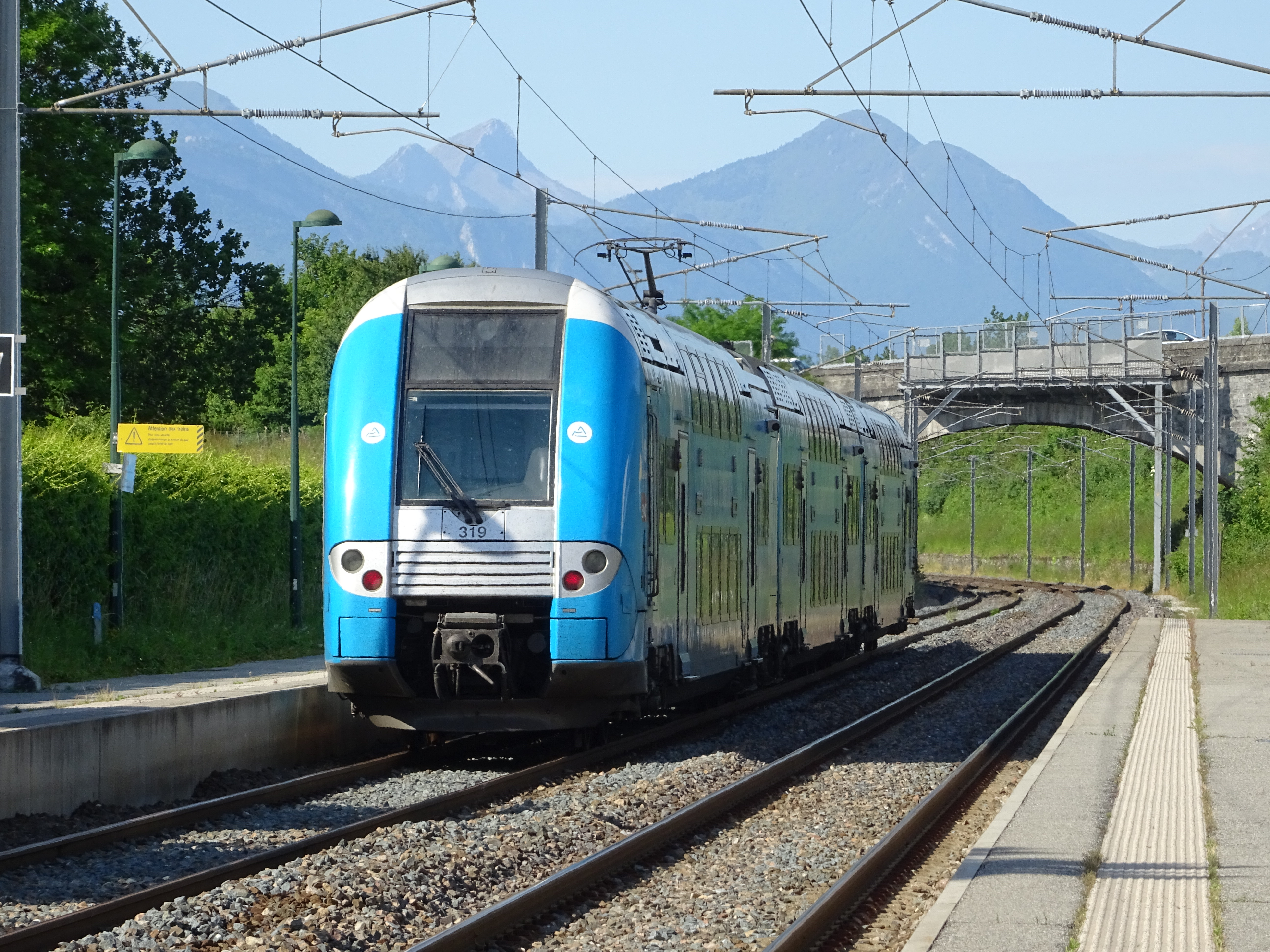
Z 24500 en livrée Auvergne-Rhône-Alpes partant en direction de Chambéry.